# تشاينا (لاعب كرة قدم برازيلي)
تشاينا هو لاعب كرة قدم برازيلي في مركز الهجوم، ولد في 2 أغسطس 1996 في البرازيل. لعب مع نادي كارباتي لفيف و نادي دبا الفجيرة.

## وصلات خارجية
- تشاينا (لاعب كرة قدم برازيلي) على موقع اتحاد أوكرانيا (الإنجليزية)
- تشاينا (لاعب كرة قدم برازيلي) على موقع قاعدة بيانات كرة القدم.إي يو (الإنجليزية)
- تشاينا (لاعب كرة قدم برازيلي) على موقع Soccerbase.com (لاعب) (الإنجليزية)
- تشاينا (لاعب كرة قدم برازيلي) على موقع Soccerway.com (الإنجليزية)
- تشاينا (لاعب كرة قدم برازيلي) على موقع عالم كرة القدم.نت (الإنجليزية)